# Інґер Нільссон
Карін Інґер Моніка Нільссон (швед. Karin Inger Monica Nilsson; нар.. 4 травня 1959, Чіса, Швеція) — шведська акторка. Найвідоміша роль — Пеппі Довгапанчоха в телевізійному серіалі 1969 року і наступних серіях фільмів.

## Ранні роки і кар'єра
Інґер Нільссон зростала в Чісі. 

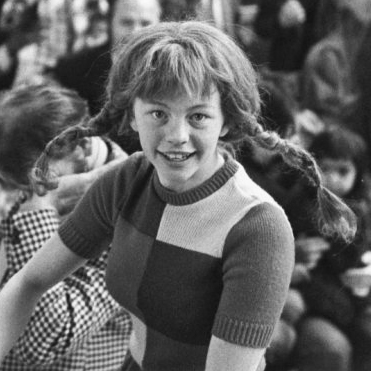

У 1969 році вона була обрана на головну роль Пеппі в телесеріалі Пеппі Довгапанчоха. У Швеції розпочалася так звана «Пеппіманія», і до 1970 року було також знято два повнометражних фільми «Подорож з Пеппі Довгапанчоха» і «Пеппі Довгапанчоха на семи морях». 
Закінчивши школу,  Нільссон працювала секретаркою, а потім зосередилася на акторській кар'єрі. Була реквізиторкою в театрі Остготеатерн, 4 роки грала в театрі Крунуберг у Векше, знімалася в серіалі «Паніка в клініці» та п'єсі «Дивна парочка». Також знялася в німецькому фільмі Гріпсхольм, грала різні ролі в театрах Стокгольма.
У грудні 2005 року зіграла у п'єсі за мотивами роману Стівена Кінга «Мізері» в Стокгольмі. У 2006 році працювала медичною секретаркою в Стокгольмі. З літа 2006 року грає коронерку Еву в серіалі «Інспектор і море» за мотивами книг Марі Юнгстедт. 
Інґер Нільссон часто говорить про те, що через роль Пеппі їй важко отримувати інші ролі.

## Фільмографія[3]
- 1969 — Пеппі Довгапанчоха — Пеппі
- 1970 — Пеппі Довгапанчоха на семи морях — Пеппі
- 1970 — Подорож з Пеппі Довгапанчоха — Пеппі
- 1973 — Ось іде Пеппі Довгапанчоха — Пеппі
- 1991 — Жвава Кайса — Юліана
- 1994 — Паніка в клініці (серіал) — Джессіка Верстен
- 2000 — Гріпсхольм — фрау Андерссон
- 2006 — AK3 (серіал) — Барбру
- 2007—2014 — Інспектор і море (серіал) — коронерка Ева
- 2009 — Джунглі знаменитостей (телепередача) — учасниця (четверте місце)
- 2015 — Відтепер і надалі